# T. Clark Hull
Treat Clark Hull, född 14 juni 1921, död 25 juli 1996, var en amerikansk politiker och jurist som var viceguvernör i Connecticut från 1971 till 1973 och domare i 23 år från 1973.

## Tidigt liv
T. Clark Hull föddes i Danbury,, Fairfield County, Connecticut, den 14 juni 1921. Han gick i skolan i Philips Exeter Academy i New Hampshire, sedan gick han på Yale University, där han tog en kandidatexamen 1942 Han tjänstgjorde i USA:s arméflygvapen från 1942 till 1946, sedan tog han examen i juridik från Harvard Law School 1948 och arbetade som advokat i Danbury från 1948 till 1973.

## Politisk karriär
Hull var medlem av Republikanerna och ledamot av Connecticuts senat för 24:e distriktet från 1963 till 1971. Vid Republikanernas konvent i delstaten 1970, fick han i uppdrag att underhålla delegaterna medan partiledningen valde kandidat för posten som viceguvernör, vilket han gjorde så pass bra att när partiledningen kom tillbaka, ropade delegaterna att de ville ha honom. Han blev nominerad och vann valet tillsammans med kandidaten för guvernör, Thomas J. Meskill.

## Domare
Hull utnämndes till domare i Connecticuts första instans 1973. Han befordrades till överinstansen 1983 och utnämndes till domare i Connecticuts högsta domstol 1987. Sedan han var tvungen att gå i pension från högsta domstolen på grund av sin ålder 1991 fortsatte han att döma i civilmål som state referee.
Han avled den 25 juli 1996, efter komplikationer som följde på hjärtkirurgi en vecka tidigare.